# Idi Amin

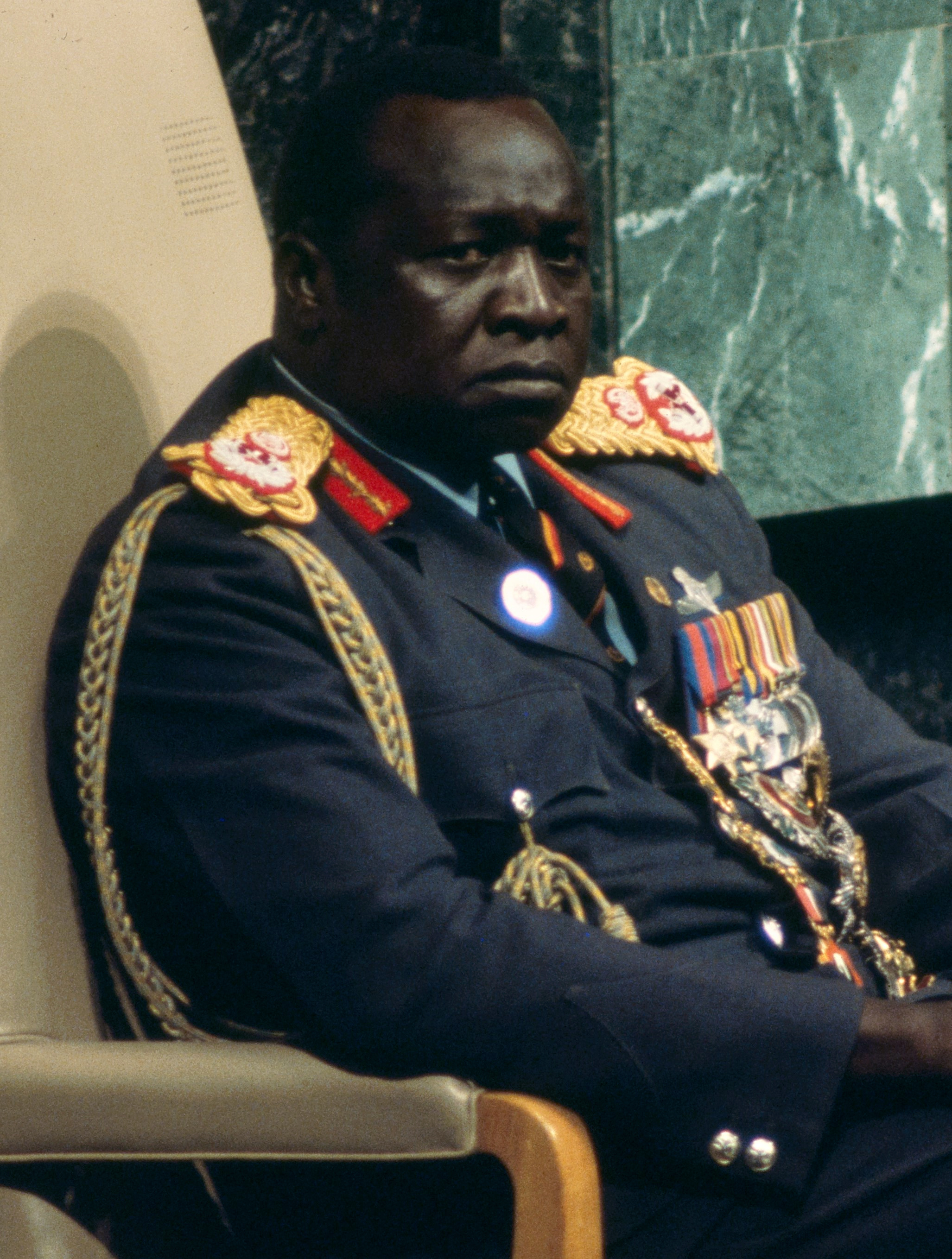
Idi Amin kurz vor seiner Rede vor der Generalversammlung der Vereinten Nationen, 1975

Idi Amin Dada (* zwischen 1923 und 1928 als Idi Awo-Ongo Angoo in Koboko bei Arua, Uganda; † 16. August 2003 in Dschidda, Saudi-Arabien) war von 1971 bis 1979 der diktatorisch regierende Präsident Ugandas.
Amin gilt als Inbegriff eines brutalen Gewaltherrschers. Zwischen 300.000 und 400.000 Menschen sollen seiner achtjährigen Gewaltherrschaft zum Opfer gefallen sein.

## Biographie

### Herkunft
Amins Herkunft ist von vielen Mythen umgeben. Sein Geburtsdatum wird in manchen Quellen mit 1. Januar 1928 sowie auch mit den Geburtsjahren 1923, 1924 und 1925 angegeben. Manchen Quellen zufolge lautet sein richtiger Name Idi Amin Dada Oumee. Er entstammt der Adibu-Sippe des Volkes der Kakwa im Südsudan. Sein Vater Andreas Nyabire trat vom Christentum zum Islam über und nannte sich Amin Dada. Er war Soldat und Polizist. Seine Mutter Assa Aatte stammte aus einem Volk im heutigen Kongo. Sie war Medizinfrau. Die Eltern trennten sich 1931.
Von 1951 bis 1960 war er Boxmeister seines Landes.

### Soldat
| Amins militärische Karriere |                                                            |
|                             |                                                            |
| Britische Armee             |                                                            |
| 1946                        | Eintritt in die King’s African Rifles                      |
| 1947                        | Private                                                    |
| 1952                        | Corporal                                                   |
| 1953                        | Sergeant                                                   |
| 1958                        | Sergeant Major (eingesetzt als Platoon Commander)          |
| 1959                        | Efendi (entsprach in etwa einem Warrant Officer)           |
| 1961                        | Lieutenant (einer der beiden ersten ugandischen Offiziere) |
|                             |                                                            |
| Ugandische Armee            |                                                            |
| 1962                        | Captain                                                    |
| 1963                        | Major                                                      |
| 1964                        | Deputy und stellvertretender Oberbefehlshaber              |
| 1965                        | Colonel und Oberbefehlshaber                               |
| 1968                        | Major General und Oberbefehlshaber                         |
| 1971                        | Staatschef und Oberbefehlshaber                            |
| 1975                        | Field Marshal                                              |

1946 trat Amin den King’s African Rifles bei, einer aus Afrikanern gebildeten Einheit der britischen Kolonialarmee. Zunächst nur als Hilfskoch beschäftigt, begann sein militärischer Aufstieg mit dem Einsatz beim Mau-Mau-Krieg in Kenia. 1952 wurde er zum Korporal, 1953 zum Sergeant und 1958 zum Sergeant Major befördert. 1959 erlangte er den Dienstgrad Effendi 2. Klasse, den höchsten Rang, den ein Afrikaner in den britischen Kolonialtruppen damals erreichen konnte und der zwischen Offiziers- und Unteroffizierskorps eingeordnet ist. 1961, ein Jahr vor der Unabhängigkeit seiner Heimat, wurde Amin schließlich zum Lieutenant befördert und war damit einer der ersten zwei Ugander, die in der britischen Armee einen Offiziersdienstgrad erreichten.
Sein Hang zur Brutalität war bereits zu dieser Zeit bekannt. Als er mit der Schlichtung eines Konflikts zwischen rivalisierenden Nomaden beauftragt wurde, löste er die Aufgabe, indem er den Streitenden mit der Verstümmelung ihrer Genitalien drohte.
Nach der ugandischen Unabhängigkeit 1962 gelang Amin dann eine schnelle Karriere: Dank seines Gönners, des Premierministers Milton Obote, wurde er Captain und 1963 zum Major befördert, war 1964 bereits stellvertretender Armeekommandeur und erhielt 1965 den Rang eines Colonels. Im Jahr 1966 erwarb Amin bei einem Militärtraining in Israel das Fallschirmjägerabzeichen, das er fortan immer an seiner Uniform trug. 1968 wurde Amin Major General und 1971 Generalstabschef.
Amin sicherte sich nun die Kontrolle über das Heer, indem er verstärkt Angehörige seines Stammes sowie Moslems aus dem Norden des Landes rekrutierte.

### Diktatur

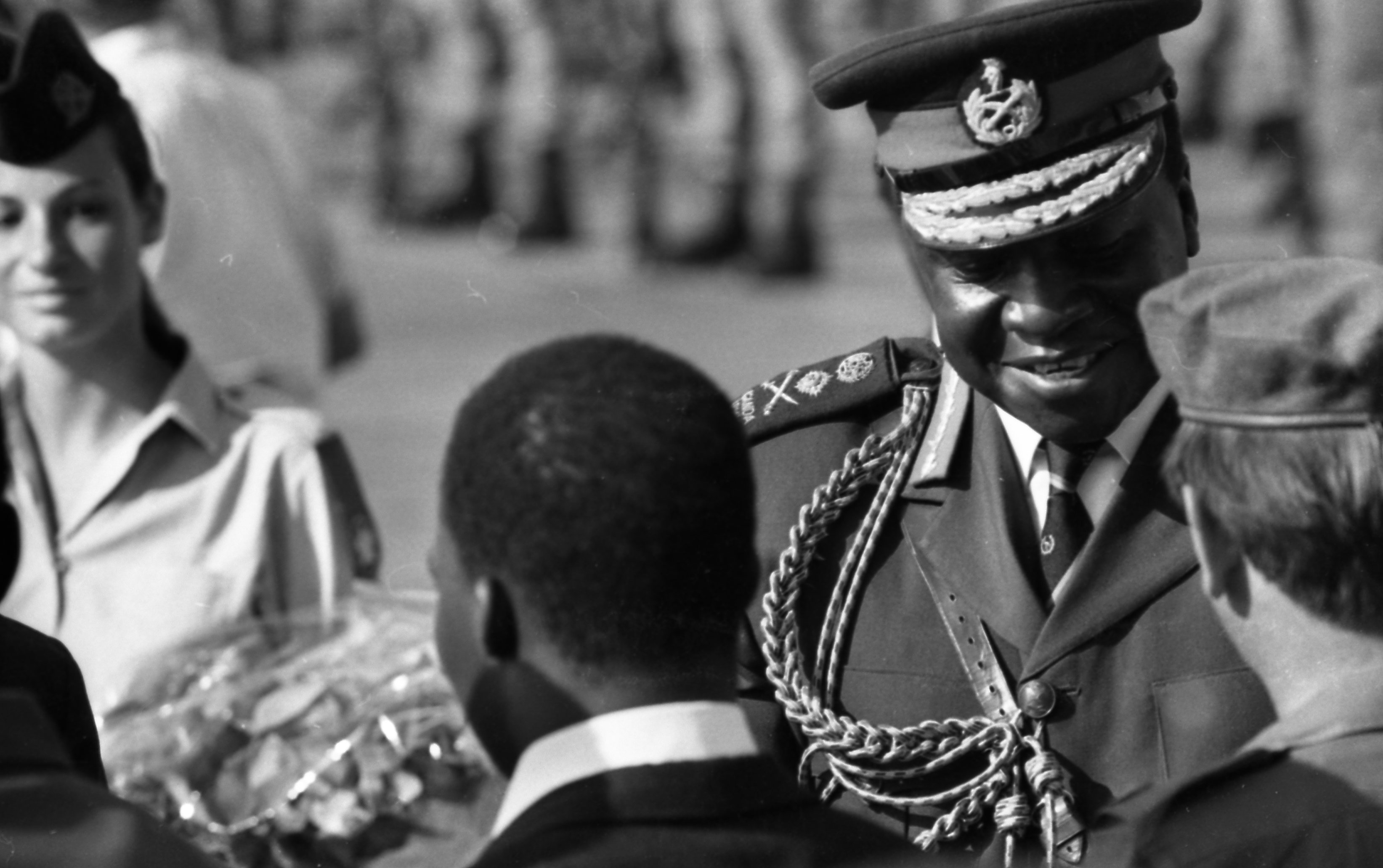
Idi Amin 1971 bei seinem Besuch in Israel

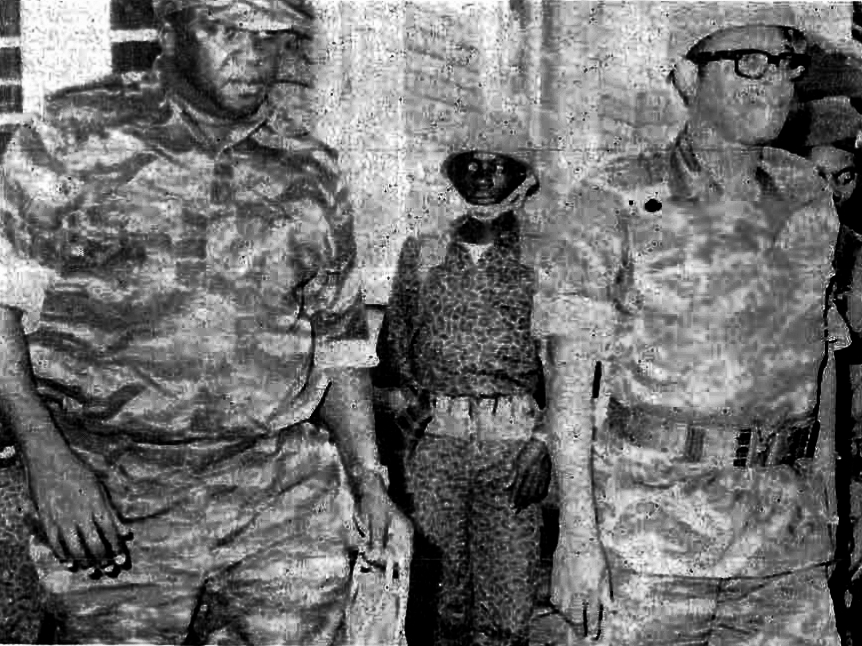
Idi Amin 1977 auf Staatsbesuch bei Mobutu während der Shaba-Invasion

Am 25. Januar 1971 ergriff Idi Amin in einem zuerst unblutigen Putsch die Macht, während Milton Obote an einer Konferenz der Commonwealth-Staaten in Singapur teilnahm. Nach wenigen Tagen „verschwanden“ Intellektuelle, hohe Offiziere und Richter. Ganze Dörfer, die Obote unterstützt hatten, wurden dem Erdboden gleichgemacht und die Bewohner ermordet.
Damit wurde Amin zum Sinnbild des brutalen afrikanischen Gewaltherrschers. Zwischen 300.000 und 400.000 Menschen fielen nach Schätzungen von Menschenrechtsorganisationen seiner achtjährigen Gewaltherrschaft zum Opfer. Ein prominentes Opfer Amins despotischer Herrschaft war Janani Luwum, der anglikanische Erzbischof von Uganda, der 1977 gegen die Willkürherrschaft protestiert hatte.
Amin ließ nach Augenzeugenberichten und Aussagen ehemaliger Armeeangehöriger die Leichen seiner Opfer, weil Massengräber nicht kurzfristig angelegt werden konnten, den Krokodilen im Nil zum Fraß vorwerfen.
1971 unterhielt Amin gute Beziehungen zu mehreren westlichen Ländern. Nachdem ihm Israel Waffenlieferungen verweigert hatte, brach er die Beziehungen zu mehreren westlichen Staaten ab und erweiterte die Wirtschaftsbeziehungen zu den arabischen und islamisch geprägten Staaten sowie zum Ostblock.
Von Anfang an waren die Beziehungen zum Nachbarland Tansania spannungsgeladen, dessen Staatsführung Amins Putschregierung nicht anerkannte. Die tansanische Regierung hegte den Verdacht, dass der Putsch Amins von Großbritannien und Israel ermöglicht worden sei und die westlichen Länder versuchten, mit Hilfe Amins in Uganda eine Marionettenregierung zu installieren. Tatsächlich lieferte die CIA über Tarnfirmen Bomben und andere militärische Ausrüstung an Uganda und beteiligte sich in den 1970er Jahren verdeckt an militärischen Operationen für den ugandischen Machthaber.
Milton Obote wurde in Tansania Asyl gewährt und beim Aufbau einer Guerillaarmee unterstützt. Daraufhin überschritten ugandische Truppen ab August 1971 wiederholt die Grenze zu Tansania und versuchten, durch diese militärische Machtdemonstration die Nyerere-Regierung zur Anerkennung des Regimes von Amin zu zwingen. Tansania unterstützte im Gegenzug eine Invasion Obotes und seiner Guerillaarmee (Uganda People’s Army) in Uganda, um einen Gegenputsch durchführen zu können. Dieser Krieg, der sogenannte Erste Uganda-Tansania-Krieg, endete am 7. Oktober 1972 nach Vermittlung Somalias. 1972 verwies Amin im Rahmen einer Afrikanisierungskampagne die Asiaten, insbesondere Inder, des Landes. Ausländische Unternehmen wurden enteignet. Er hielt sich an der Macht, da der Westen weiterhin mit ihm Handel trieb und auch die Sowjetunion Uganda mit Waffen belieferte. Die Bundesrepublik unterhielt noch bis 1975 gute Beziehungen zum Regime Amins. Uganda wurde von der Bundesrepublik im Jahre 1975 Entwicklungshilfe in Höhe von 22,6 Millionen DM gewährt. Nach dem Anschlag der palästinensischen Terrororganisation „Schwarzer September“ auf die israelische Mannschaft bei den Olympischen Sommerspielen in München 1972, bei dem elf israelische Olympia-Teilnehmer ermordet worden waren, sandte Amin ein Telegramm an Kurt Waldheim, damals Generalsekretär der Vereinten Nationen, in dem er schrieb, dass Israel Palästina seit 25 Jahren „besetzt“ halte, und drängte darauf, Israel aus den Vereinten Nationen auszuschließen. „Hitler und das deutsche Volk“ hätten gewusst, dass „die Israelis kein Volk“ seien, „das im Interesse der Bevölkerung der Welt handelt“, und daher hätten sie „die Israelis [...] mit Gas“ verbrannt. Amin zufolge sollte den Palästinensern dabei geholfen werden, „alle Israelis aus dem Nahen Osten zu vertreiben und sie nach Großbritannien zu bringen, das schuld daran war, sie nach Palästina zu bringen“.
Am 25. Juni 1976 ließ sich Idi Amin zum Präsidenten auf Lebenszeit ernennen. Als vollen, selbstgewählten Titel nutzte er: „His Excellency, President for Life, Field Marshal Al Hadji Doctor Idi Amin Dada, Victoria Cross, Distinguished Service Order, Military Cross, Lord of All the Beasts of the Earth and Fishes of the Seas and Conqueror of the British Empire in Africa in General and Uganda in Particular“ (deutsch „Seine Exzellenz, Präsident auf Lebenszeit, Feldmarschall Hāddsch Doktor Idi Amin Dada, Viktoria-Kreuz, Orden für hervorragenden Dienst, Militärkreuz, Herr aller Tiere der Erde und aller Fische der Meere und Bezwinger des Britischen Weltreichs in Afrika im Allgemeinen und in Uganda im Besonderen“).
Im Sommer 1976 geriet Uganda in die Schlagzeilen, als ein Flugzeug der Air France auf dem Flug von Tel Aviv nach Paris nach einer Zwischenlandung in Athen durch die Volksfront zur Befreiung Palästinas sowie ein Kommando der deutschen Revolutionären Zellen gekapert und mit Unterstützung von Uganda nach Entebbe entführt wurde. Die Befreiung der Geiseln durch israelische Spezialeinheiten auf ugandischem Territorium, bei der etwa 25 ugandische Soldaten getötet und ein wesentlicher Teil der ugandischen Luftwaffe zerstört wurde, gilt als Verletzung der Souveränität Ugandas und schwere Demütigung für Amin. Die israelische Geisel Dora Bloch, die sich wegen eines vorherigen Notfalls zum Zeitpunkt der Militäroperation in einem Krankenhaus aufhielt und somit nicht ausgeflogen werden konnte, ließ er ermorden. Auch ließ er Hunderte in Uganda lebende Kenianer ermorden, da Kenia der Befreiungsaktion Israels Unterstützung geleistet hatte.
Idi Amin wollte am Victoriasee zu Ehren Adolf Hitlers ein Denkmal errichten; diese Idee soll ihm aber vom sowjetischen Botschafter Alexei Sacharow ausgeredet worden sein.

### Sturz und Flucht
Im Oktober 1978 gab Idi Amin den Befehl zur Invasion Tansanias (Operation Magurugur) und löste damit den Zweiten Uganda-Tansania-Krieg aus. Mit diesem Krieg wollte er vor allem von innenpolitischen Problemen ablenken und sein durch interne Streitigkeiten von Spaltung bedrohtes Militär durch einen erfolgreichen Feldzug einigen. Durch die Besetzung und Annexion des Kagera-Gebiets provozierte Uganda jedoch eine Reaktion Tansanias. In der Gegenoffensive wurde am 11. April 1979 die Hauptstadt Kampala von tansanischen Truppen zusammen mit Truppen der ugandischen Exilarmee (Uganda National Liberation Army) eingenommen. Dadurch endete auch Amins Herrschaft. 
Zunächst floh er nach Libyen und danach in den Irak. Schließlich ging er nach Saudi-Arabien ins Exil, wo ihm die Regierung unter der Bedingung, sich nicht politisch zu betätigen, eine Villa in der Stadt Dschidda zur Verfügung stellte. Dort starb der als Schlächter von Afrika titulierte Ex-Diktator, nachdem er mehrere Tage im Koma gelegen hatte, am 16. August 2003 an Bluthochdruck und Nierenversagen.

### Familie und Nachkommen
Als Polygamist heiratete Idi Amin bis zu sechs oder sieben Frauen. Von mindestens drei Frauen ließ er sich scheiden. 1966 heiratete Idi Amin seine erste Frau Malyamu und seine zweite Frau Kay. 1967 heiratete er Nora und 1972 Nalongo Madina. Am 26. März 1974 verkündete er über Radio Uganda, dass er sich von Malyamu, Nora und Kay geschieden hat. Im April 1974 wurde Malyamu in Tororo an der kenianischen Grenze festgenommen und des Schmuggels von Stoffballen beschuldigt. Im Jahr 1974 starb Kay Amin unter ungeklärten Umständen. Ihr Körper wurde zerstückelt aufgefunden. Nora floh 1979 nach Zaire. Ihr weiterer Lebensverlauf ist unbekannt.
Im Juli 1975 heiratete Idi Amin die 19-jährige Sarah Kyolaba, besser bekannt unter ihrem Pseudonym „Suicide Sarah“, eine Go-go-Tänzerin in der sogenannten Revolutionary Suicide Mechanised Regiment Band. Die Hochzeit soll 2 Millionen Pfund gekostet haben. Die Hochzeit fand während der Jahreskonferenz der Organisation für Afrikanische Einheit in Kampala statt, dessen Präsident Idi Amin zu dem Zeitpunkt wurde. Jassir Arafat war Trauzeuge. Bevor Sarah Kyolaba Idi Amin kennenlernte, lebte sie mit ihrem Freund, Jesse Gitta, zusammen. Nach seinem Verschwinden bleibt ungeklärt, ob er nach seiner Flucht nach Kenia festgenommen oder enthauptet wurde. Das Paar hatte vier Kinder. Amins Ehefrau Sarah starb 2015 in Tottenham, wo sie als Friseurin gearbeitet hatte.
Aus dem Jahr 1993 ist bekannt, dass Amin mit seinen letzten neun Kindern und einer Frau, Mama a Chumaru, der Mutter der jüngsten vier seiner Kinder, zusammenlebte. Sein letztes bekanntes Kind, Tochter Iman, wurde 1992 geboren. Berichten von The Monitor zufolge heiratete Amin erneut wenige Monate vor seinem Tod 2003.
Amin war Vater von bis zu 60 Kindern. Verschiedene unabhängige Quellen gehen von 45 oder 54 Kindern aus, Familienmitglieder von annähernd 60 Kindern. Bis 2003 war Taban Amin (* 1955), Amins ältester Sohn, Führer der West Nile Bank Front (WNBF), einer bewaffneten Rebellengruppe, die gegen die Regierung von Yoweri Museveni kämpfte. Museveni gewährte Taban Amin 2005 Amnestie, bevor Taban Amin zum Deputy Director General der Internal Security Organization (ISO) wurde, dem Spionageabwehrdienst der ugandischen Regierung. Ein anderer Sohn Amins, Haji Ali Amin, kandidierte 2002 als Bürgermeister von Njeru, wurde allerdings nicht gewählt. Anfang 2007 veranlasste der Film Der letzte König von Schottland den Sohn Jaffar Amin (* 1967), seinen Vater zu verteidigen. Jaffar Amin kündigte an, ein Buch zu schreiben, um den Ruf seines Vaters zu rehabilitieren. Jaffar wurde als das Zehnte von Amins 40 offiziellen Kindern von sieben offiziellen Frauen bezeichnet. Amins Sohn Faisal Wangita wurde 2007 in London wegen Mordes verurteilt.

## Filme
- 1974 entstand unter der Regie von Barbet Schroeder ein Dokumentarfilm mit dem Titel General Idi Amin Dada (Général Idi Amin Dada: Autoportrait), der den auf dem Höhepunkt seiner Macht stehenden Amin bei verschiedenen Auftritten, im privaten Umfeld, in Interviews und in Monologen mit der Kamera porträtiert
- In dem Film ...die keine Gnade kennen (englisch Raid in Entebbe) von 1977 über die Flugzeugentführung in Entebbe, Uganda, wurde Idi Amin von Yaphet Kotto dargestellt. Regie führte Irvin Kershner
- 1981 drehte der gebürtige Inder Sharad Patel den Film The Rise and Fall of Idi Amin, der in Deutschland unter dem Titel Idi Amin – Der Schlächter vertrieben wurde und in dem der Kenianer Joseph Olita die Hauptrolle spielte. Die britisch-kenianische Co-Produktion bediente sich nur in groben Zügen des Lebenslaufs von Idi Amin und stellte seine Terrorherrschaft nur bedingt historisch korrekt dar. Vielmehr handelte es sich hierbei um ein Politdrama mit starken Elementen des Exploitationfilms, bei dem vor allem die Tötungen und Folterungen im Vordergrund standen
- In der Komödie Die nackte Kanone von 1988 ist er (gespielt von Prince Hughes) am Anfang des Films einer der Anführer der „Achse des Bösen“, die von Lt. Frank Drebin (Leslie Nielsen) besiegt werden soll. Amin erhält hierbei einen Schlag auf den Kopf und stürzt daraufhin durch eine Fensterscheibe
- Bei der Filmadaption Der letzte König von Schottland – In den Fängen der Macht von 2006 unter der Regie von Kevin Macdonald spielte Forest Whitaker die Rolle von Idi Amin. Das Drehbuch zu dem Film verfasste Peter Morgan
- In Unternehmen Entebbe von 1976 wird Idi Amin von Julius Harris verkörpert. Der Film befasst sich mit der Flugzeugentführung der Air France 1976
- Im Film 7 Tage in Entebbe von 2018, der sich auch mit der Flugzeugentführung der Air France 1976 befasst, wird Idi Amin von Nonso Anozie gespielt.
- A Day in the Life of a Dictator (Dokumentarfilm), Frankreich 2013, Regie: Hendrick Dusollier; Darsteller: Babby Salamshyda (Idi Amins Tochter), Jaffar Amin (Idi Amins Sohn) u. a.[24]
- Idi Amin (Folge 6 der Serie The Dictator’s Playbook). 53-minütige Filmdokumentation von Mark Stevenson (Australien 2018)